# Vutrisiran
Vutrisiran ist ein Arzneistoff zur Behandlung der Kardiomyopathie und der Polyneuropathie bei erblicher oder Wildtyp-Transthyretin-assoziierter Amyloidose bei Erwachsenen. Dies ist eine seltene Stoffwechselstörung, bei der es zu Eiweißablagerungen in Zellen und Geweben kommt. Unter dem Namen Amvuttra wurde das Arzneimittel im 2022 in den USA und in der EU zugelassen.
Vutrisiran gehört zur Gruppe der RNAi-Therapeutika, einer Wirkstoffklasse, deren Wirkungsmechanismus auf der vorübergehenden Stilllegung von Genen („Gen-Knockdown“) und damit auf der Verhinderung der Produktion der krankheitsverursachenden Proteine beruht. Die Verabreichung erfolgt subkutan (Injektion in das Unterhautfettgewebe) alle 3 Monate.

## Eigenschaften

GalNAc-Verbindung

Vutrisiran ist ein Konjugat aus einer synthetisch hergestellten doppelsträngigen small interfering RNA (siRNA), die am sense-Strang mit einer verzweigten N-Acetylgalactosamin(GalNAc)-Verbindung verbunden ist. Dieser Ligand erleichtert die Aufnahme in die Leberzellen (Hepatozyten).
Der Wirkstoff wird pharmazeutisch in Form des Natriumsalzes Vutrisiran-Natrium eingesetzt.

## Wirkungsmechanismus
Vutrisiran zielt auf eine Sequenz der Boten-RNA (mRNA) des Wildtyp- und mutierten Transthyretins (TTR). Es kommt zu einem katalytischen Abbau der TTR-mRNA in der Leber und in der Folge zu einer starken und anhaltenden Reduktion des bei der Erkrankung Patienten TTR im Serum. Dabei werden alle Formen des pathogenen Ausgangsstoffes für das gewebetoxische Amyloid erfasst.  Dadurch wird die weitere Amyloidbildung verhindert und TTR-Proteinablagerungen in den Geweben reduziert.

## Verwendung
Vutrisiran ist in der EU für die Behandlung der hereditären Transthyretin-Amyloidose (hATTR-Amyloidose) bei Erwachsenen mit Polyneuropathie der Stadien 1 oder 2 angezeigt sowie für die Wildtyp- und hereditäre ATTR-Amyloidose mit Konsonant. Die Anwendung erfolgt als subkutane Injektion (Injektion in das Unterhautfettgewebe) in vierteljährlichem Abstand. Damit ist Vutrisiran das einzige Medikament mit einheitlicher Dosierung für alle Formen der Erkrankung, ATTR-PN und ATTR-CM.
Die hATTR-Amyloidose ist eine seltene, vererbte, schnell fortschreitende und tödliche Erkrankung mit polyneuropathischen Manifestationen, die sich schwächend auf die Patienten auswirken. hATTR-Amyloidose wird durch Mutationen im TTR-Gen verursacht. TTR-Mutationen führen zur Bildung von fehlgefalteten TTR-Proteinen, die Amyloidfibrillen bilden, welche sich in verschiedenen Arten von Geweben ablagern.
Bei der Wildtypform, ATTRwt, bilden sich instabile Tetramere aus bisher nicht ganz geklärten altersbedingten Gründen.

### Nebenwirkungen
Die häufigsten Nebenwirkungen, die unter der Behandlung mit Vutrisiran auftraten, waren Gelenkschmerzen (Arthralgie) (11 %), Schweratmigkeit (Dyspnoe) (7 %) und eine Abnahme des Retinol(Vitamin-A)-Serumspiegels (7 %).

### Klinische Prüfung

#### Indikation hereditäre Transthyretin-Amyloidose mit Polyneuropathie
Die FDA-Zulassung basiert auf den 9-Monatsergebnissen von HELIOS-A, einer randomisierten, offenen, multizentrischen Phase-3-Studie, in der die Wirksamkeit und Sicherheit von Vutrisiran bei Patienten mit hATTR-Amyloidose mit Polyneuropathie untersucht wurde. 164 Patienten mit hATTR-Amyloidose wurden 3:1 randomisiert und erhielten entweder Vutrisiran (n=122) als subkutane Injektion einmal alle drei Monate oder Patisiran (n=42) als intravenöse Infusion einmal alle drei Wochen (Referenzgruppe) für 18 Monate. Die Wirksamkeit wurde durch den Vergleich der Vutrisiran-Gruppe in HELIOS-A mit der Placebogruppe (n=77) aus der Phase-3-Studie APOLLO mit Patisiran in einer vergleichbaren Patientenpopulation bewertet.
Der primäre Endpunkt der Studie, die Veränderung des modifizierten Neuropathy Impairment Score + 7 (mNIS+7) gegenüber dem Ausgangswert wurde nach 9 Monaten erreicht. Die Behandlung mit Vutrisiran (n=114) führte zu einer mittleren Abnahme (Verbesserung) der mNIS+7 um 2,2 Punkte gegenüber dem Ausgangswert im Vergleich zu einem mittleren Anstieg (Verschlechterung) von 14,8 Punkten, der für die externe Placebogruppe beobachtet wurde (n=67). Nach 9 Monaten erlebten 50 % der mit Vutrisiran behandelten Patienten eine Verbesserung der Polyneuropathie-Symptomatik im Vergleich zum Ausgangswert. Auch sekundäre Endpunkte wie Verbesserung des Norfolk Quality of Life Questionnaire-Diabetic Neuropathy (Norfolk QoL-DN)-Score, der Gehgeschwindigkeit (gemessen im 10-Meter-Gehtest, 10-MWT) und des modifizierten Body-Mass-Index (mBMI) gegenüber dem Ausgangswert wurden nach 9 Monaten erreicht.
Die 18-Monatsergebnisse waren in Übereinstimmung mit denen nach 9 Monaten. In Bezug auf die Senkung des TTR-Serumspiegels war Vutrisiran dem Referenzmittel Patisiran nicht unterlegen.

#### Indikation Transthyretin-Amyloidose mit Kardiomyopathie
Vutrisiran wurde in der Studie HELIOS-B (NCT04153149) für die Transthyretin-Amyloidose mit Kardiomyopathie geprüft. Im Juni 2024 meldete der Hersteller Alnylam positive Top-Line Ergebnisse und erklärte, dass statistische Signifikanz bei primären und allen sekundären Endpunkten sowohl in der Gesamt- als auch in der Monotherapie-Population erreicht wurde und eine Reduktion der Gesamtmortalität und der wiederkehrenden kardiovaskulären Ereignisse um 28 % bzw. 33 % in der Gesamt- und Monotherapiepopulation beobachtet wurde.
Im Juni 2025 erteilte die EMA die Zulassungerweiterung für die Kardiomyopathie.

## Zulassung und Vermarktung
Vutrisiran wurde im Juni 2022 unter dem Handelsnamen Amvuttra (USA) in den USA zugelassen. Im Oktober 2022 folgte die Zulassung in der EU. Nach Angaben der Herstellers im Juni 2022 sind Zulassungsanträge unter anderem in Brasilien und Japan anhängig.
Vutrisiran ist neben Givosiran, Patisiran, Inclisiran und Lumasiran ein weiteres RNAi-Therapeutikum der Firma Alnylam Pharmaceuticals.

## Frühe Nutzenbewertung
Das Institut für Qualität und Wirtschaftlichkeit im Gesundheitswesen (IQWiG) bescheinigte Vutrisiran im Januar 2023 und im Anschluss auch der Gemeinsame Bundesausschuss (G-BA) einen geringen Zusatznutzen im Vergleich zu Patisiran, da das Nebenwirkungsprofil günstiger war. Bei der therapeutischen Wirksamkeit zeigten sich in den Endpunktkategorien Mortalität, Morbidität und gesundheitsbezogene Lebensqualität keine Unterschiede zwischen den Studienarmen. Die Bewertung des Zusatznutzens gegenüber einer zweckmäßigen Vergleichstherapie ist in Deutschland für das Aushandeln eines Arzneimittelpreises mit dem GKV-Spitzenverband von Bedeutung. Als ein Wirkstoff gegen seltene Erkrankungen (Orphan Drug) hätte Vutrisran keine frühe Nutzenbewertung durchlaufen müssen, solange das Arzneimittel unter der Umsatzschwelle von 30 Millionen Euro im Jahr bleibt. Der Hersteller entschied sich allerdings für die vorzeitige Einleitung eines Nutzenbewertungsverfahrens.